# Centrum Áruházak
A Centrum Áruházak Magyarország egyik legnagyobb áruházlánca volt az államszocialista időkben.  Évtizedeken keresztül árulta termékeit Magyarország városaiban. A vállalat 1999-ben fuzionált a Skála Divatházzal.

## Története

### Előtörténete
A későbbi szocialista vállalat számos nagy múltú, magánkézben levő áruház 1948-as államosítása után jött lére. Ezek egyikének a nevében sem szerepelt a Centrum szó.
Az áruházak története egészen  1882-ig vezethető vissza, Magyarország első áruháza, a „Guttman Jakab" megnyitásához. A vállalat előtörténetének ugyancsak fontos állomása volt a Párizsi Nagy Áruház (1957 és 2005 között Divatcsarnok) megnyitása, amelyet 1926-ban a Corvin Nagyáruház követett.

### A szocialista vállalat története
A második világháború után a Corvin Nagyáruház szovjet tulajdonba került, 1952-től pedig magyar állami tulajdonba. Ettől kezdve 1965-ig a Belkereskedelmi Minisztérium Áruházi Kereskedelmi Igazgatósága irányította ezeket az áruházakat (a Corvin ebben az időszakban Budapesti Nagyáruház néven működött).  Az Igazgatóságból 1966-ban szervezték meg az Országos Áruházi Vállalatot, amely 1967-ben vette fel a Centrum Áruházak nevet.
Az áruházak legismertebb fővárosi tagjai közé sorolható a Blaha Lujza téren a Corvin Áruház, illetve az Andrássy úton a Divatcsarnok, de az 1960-as években sorra épültek vidéken is a Centrum égisze alá tartozó áruházak.
A folyamat a nyolcvanas évek első feléig tartott, amikor Kecskeméten 1983-ban megnyílt a 8 ezer négyzetméteres Centrum Áruház, amely akkoriban az egyik legnagyobb vidéki egysége volt a láncnak.
A hálózat a rendszerváltás környékén mintegy 25 áruházzal rendelkezett. [forrás?]

### A privatizációt követően
A rendszerváltást követően a vállalatot privatizálták. 1991-ben az átszervezést követően a vállalat Centrum Áruházak Kft. néven működött, később részvénytársasági formát vett fel.
1997-ben tulajdonosváltás történt, mivel a német Tengelmann tulajdonban lévő Skála Coop Rt. többségi tulajdont szerzett a Centrum Rt.-ben. Az új vezetés 1999-ben úgy döntött, hogy a Skála és a Centrum Áruházak egyesüljön, és így létrejött a Skála és Centrum Rt. Ezt követően a két áruházlánc profilja keveredni kezdett, de a domináns fél végül a Skála lett, és a Centrum Áruházakat felváltotta a Skála márkanév.
2001-ben a Capital Rt. megvásárolta a Tengelmann csoporttól a Skála Coop Rt.-t. Ezt 2002-ben új arculat megjelenése és névváltás követte: megalakult a Skála Divatház Rt. 2003-tól kezdve az új üzletpolitikába nem illő, nem megfelelő műszaki állapotú és kisebb alapterületű áruházakat eladták vagy bérbe adták. Ekkor országosan sok áruház zárt be.
A második generációs plázák (pl. Duna Plaza, Pólus Center) 1990-es évekbeli megjelenéséig,  jól működtek ezek az egykori szocialista nagyáruházak, mivel nem volt konkurenciájuk. A külföldi befektetők által fejlesztett modern bevásárlóközpontok azonban a háttérbe szorították őket.
2005-ben a vállalati vezetés belátta, hogy nem váltak valóra a reményeik, és az áruházak eladása mellett döntöttek, négy kivételével az összes áruházat eladták. Jelenleg az áruházak a Skála áruházlánc áruházaiként működnek. [forrás?]

## Áruházai az 1970-es években

### Budapesten
- Budai Lottó
- Kálvin téri
- Corvin
- Csillag
- Divatcsarnok
- Extra
- Luxus
- Otthon
- Újpesti
- Úttörő
- Verseny
- Lottó
- Óbudai

### Vidéken
- Békéscsaba
- Debrecen
- Eger
- Győr
- Kecskemét
- Kiskunfélegyháza
- Miskolc
- Nyíregyháza
- Ózd
- Pécs
- Salgótarján
- Szeged
- Székesfehérvár
- Szolnok
- Szombathely
- Tatabánya
- Veszprém
- Zalaegerszeg [2]

## Fontosabb reklámjai
A Corvin Áruház a 60-as évektől reklámozta az áruházat. A Centrum Áruházak reklámarca a 70-es években Szedres Mariann volt. Az 1985. évi magyar szépségversenyt a Magyar Média Reklám és Propaganda Szolgáltató Leányvállalat szervezte, ahol a Centrum Áruházak közönségdíját – egyéves reklámszerződést – Kondász Tünde kapta. „A verseny után negyvenezer forintot kaptam nyereségként. Betettem a bankba. A centrumreklámokért kapott honorárium is takarékbetétbe vándorol. Egy kertes háznál alább nem adom!” – nyilatkozta Kondász Tünde.
A győztesek kihirdetése után Molnár Csilla (szépségkirálynő) is kapott szerződést, de szülei nem írták alá, a részletek ismerete hiányában.

## Védjegyei
2023-ban a Centrum Áruházak védjegyet (Szellemi Tulajdon Nemzeti Hivatala, lajstromszám: 241805) és a "Vásárláskor cél a Centrum!" szlogent (Szellemi Tulajdon Nemzeti Hivatala, Lajstromszám: 241325) újra lajstromozták. Ezzel a Centrum logó és jelmondat újra védjegyoltalom alatt áll.